# Koeberlinia
Koeberlinia är ett släkte av tvåhjärtbladiga växter. Koeberlinia ingår i familjen Koeberliniaceae.
Koeberlinia är enda släktet i familjen Koeberliniaceae.
Kladogram enligt Catalogue of Life:
| Koeberlinia | \| \| Koeberlinia holacantha \| \| \| \| \| \| Koeberlinia spinosa \| \| \| \| |
|             | \| \| Koeberlinia holacantha \| \| \| \| \| \| Koeberlinia spinosa \| \| \| \| |
|             | Koeberlinia holacantha                                                         |
|             |                                                                                |
|             | Koeberlinia spinosa                                                            |
|             |                                                                                |

## Bildgalleri

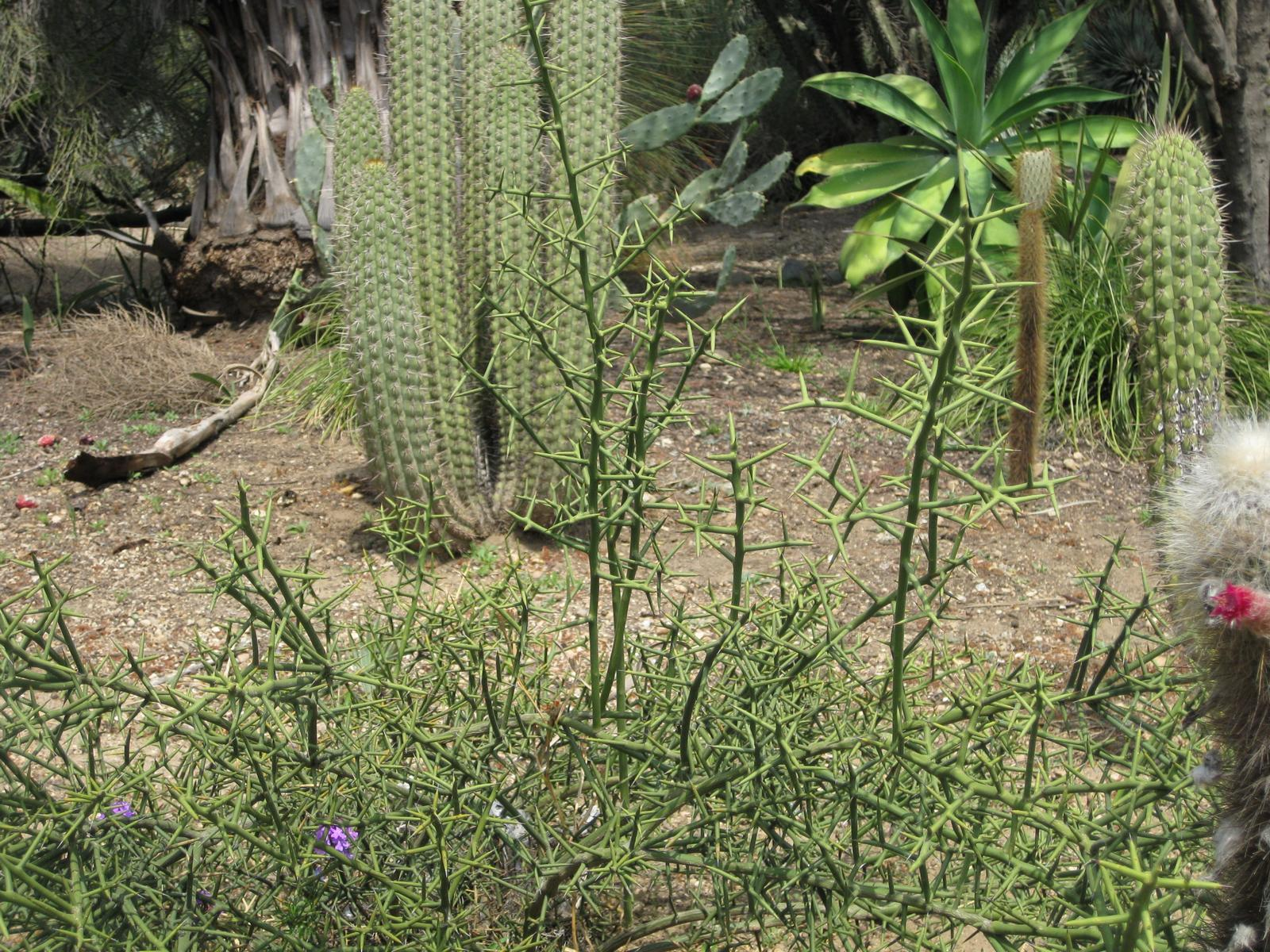
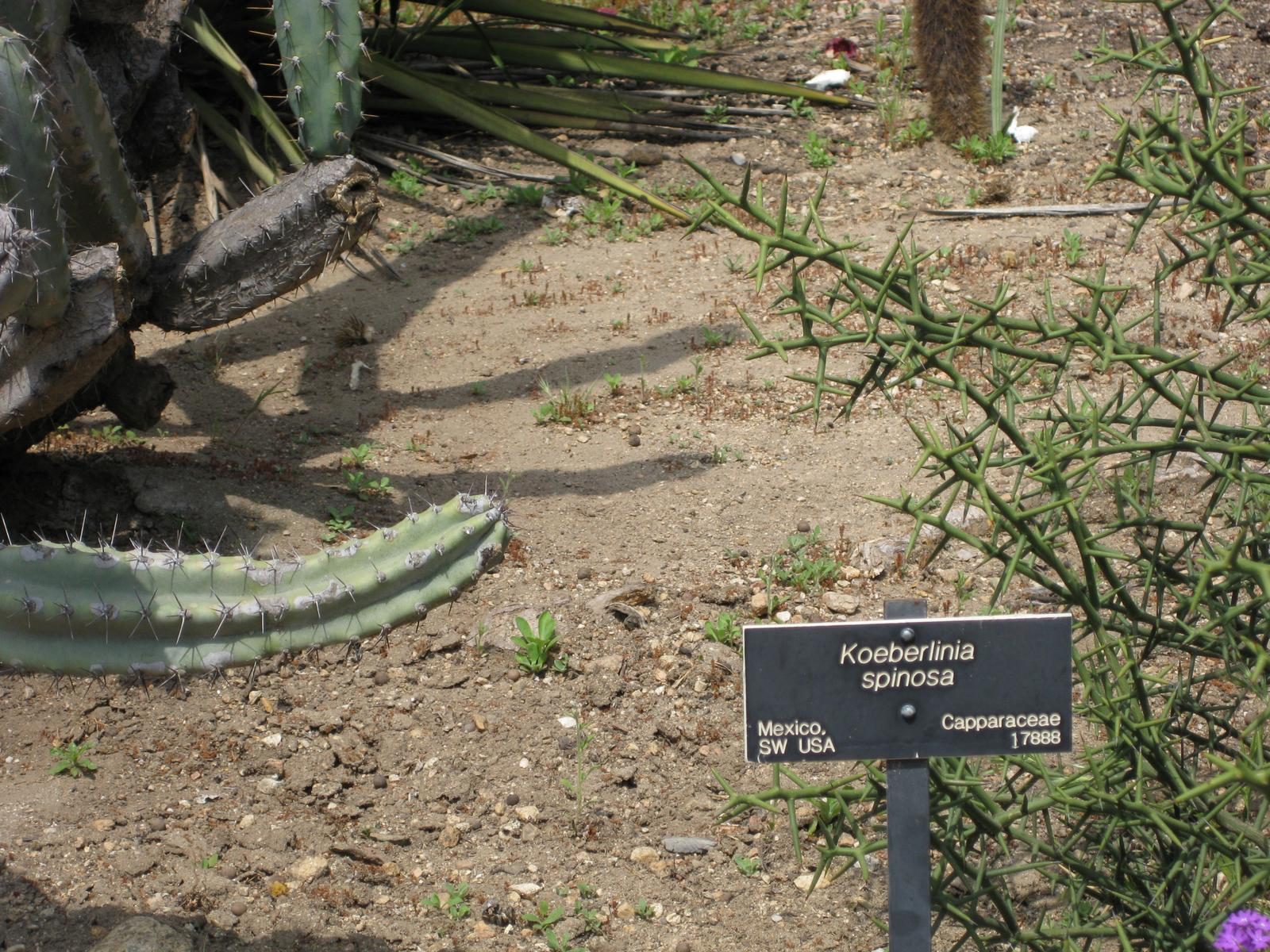
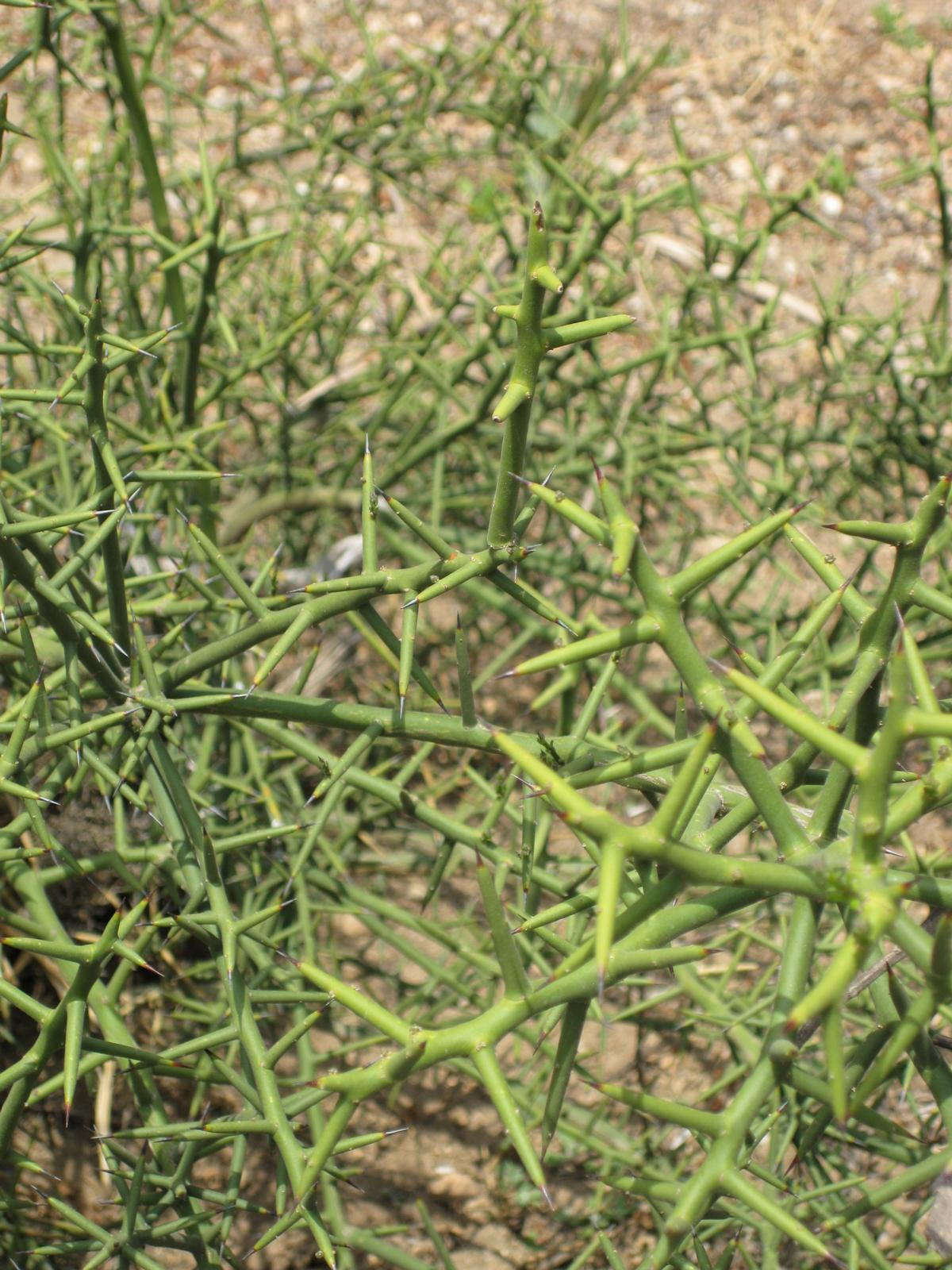
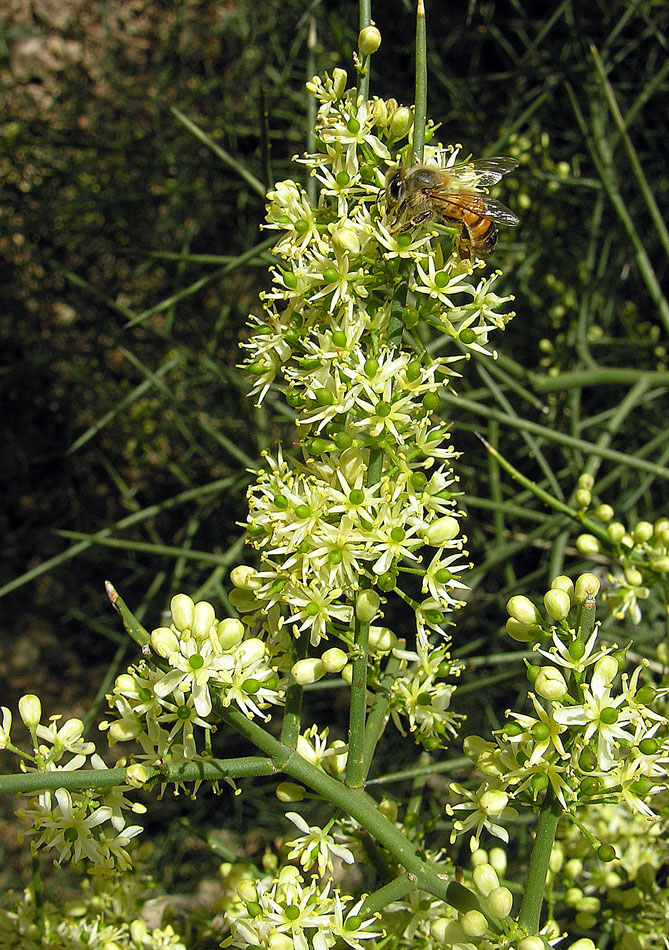